# オリーブの枝

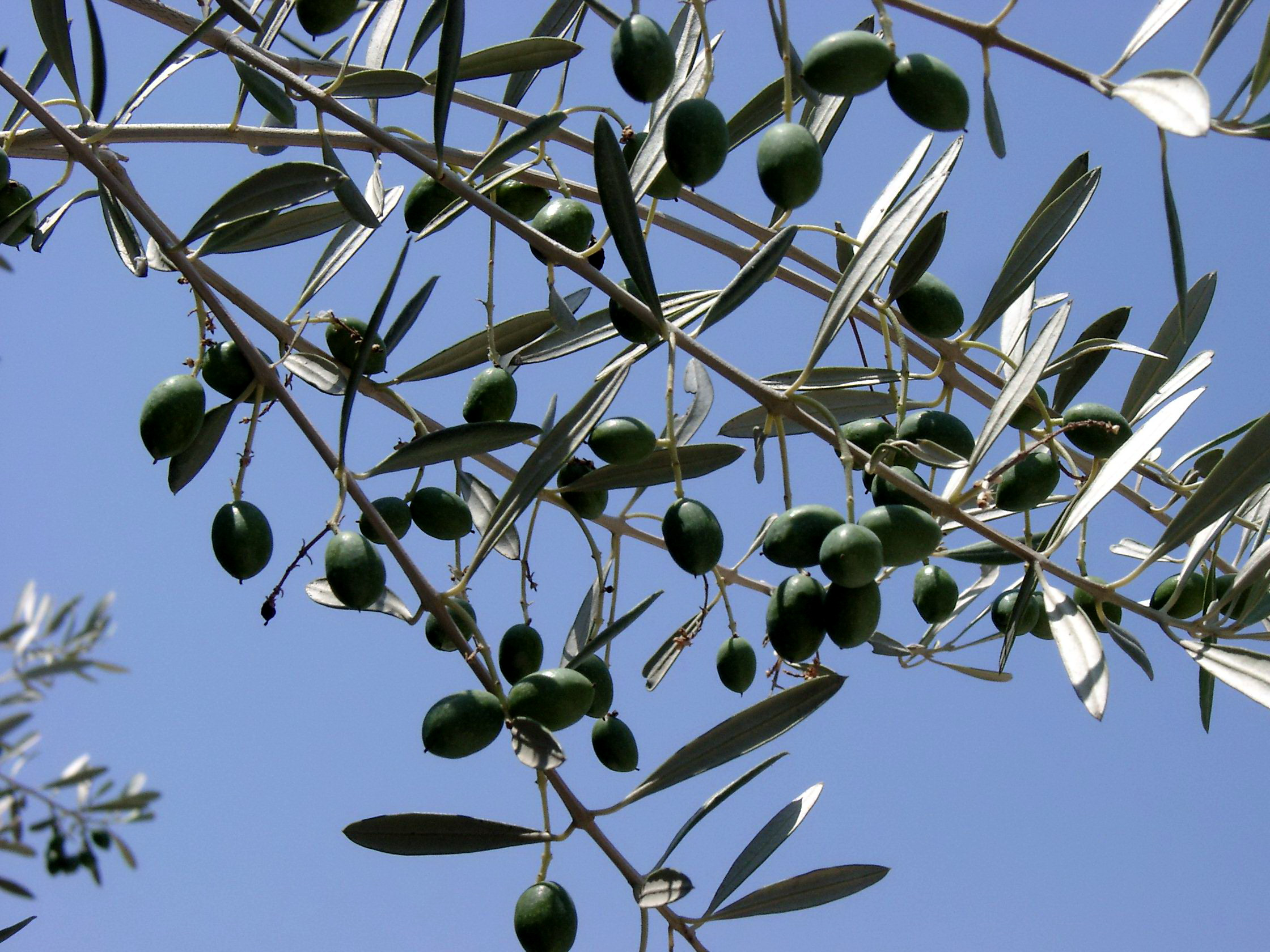
オリーブの枝

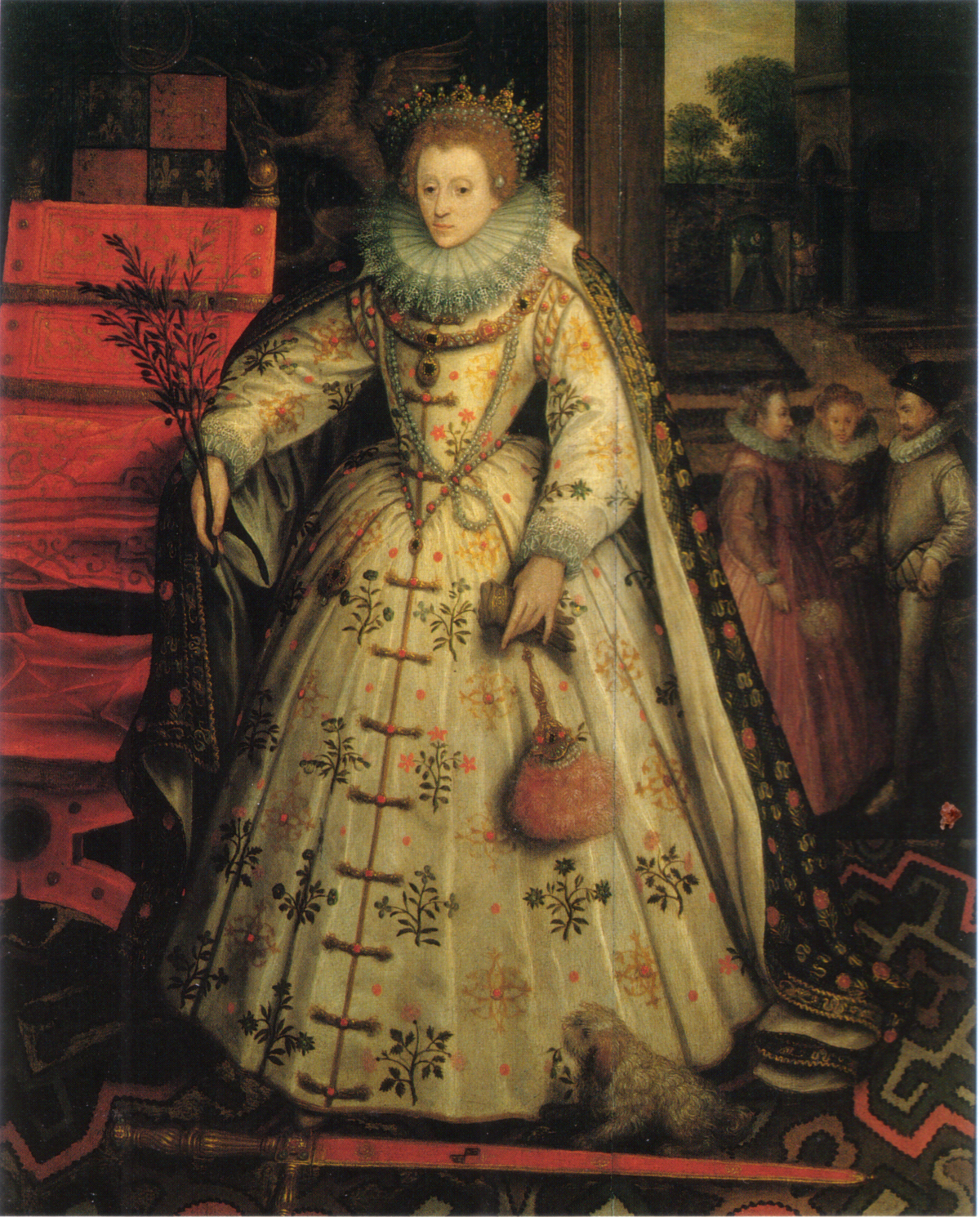
1580年から1585年にかけて描かれたマルクス・ヘーラルツによるエリザベス1世の肖像。右手にオリーブの枝を持っている。

オリーブの枝（オリーブのえだ）は、平和の象徴もしくは勝利の象徴として使用される。古代ギリシャにおける、特に神や権力者への祈りに由来するとされ、地中海沿岸のほとんどの文化に見られる。近代ヨーロッパでは平和の象徴とされ、アラブでも使用されている、

## 古代ギリシャ・古代ローマ

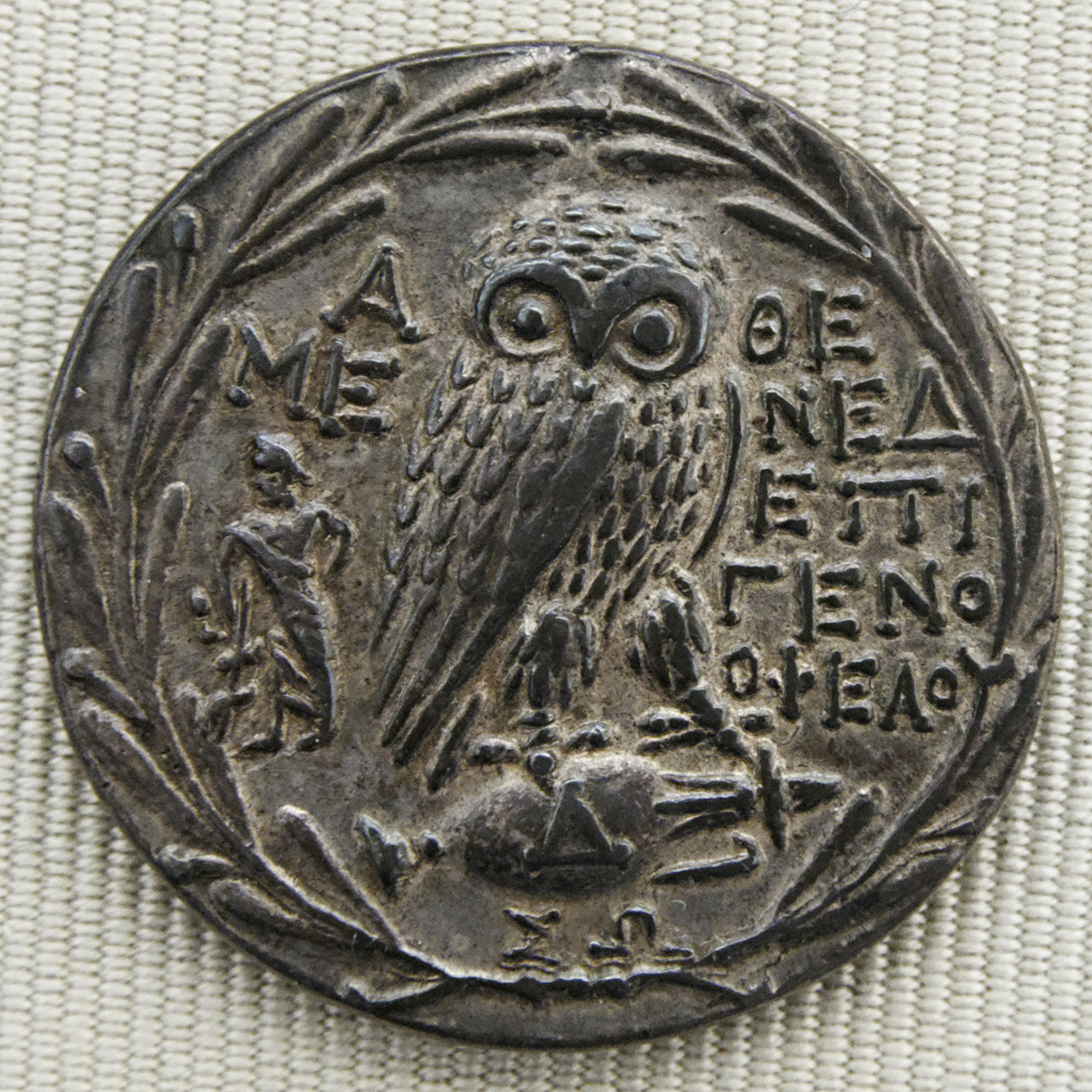
紀元前200-150年頃のアテネの銀製テトラドラクマ。フクロウがアンフォラの上に立ち、全体がオリーブの葉で囲まれている。

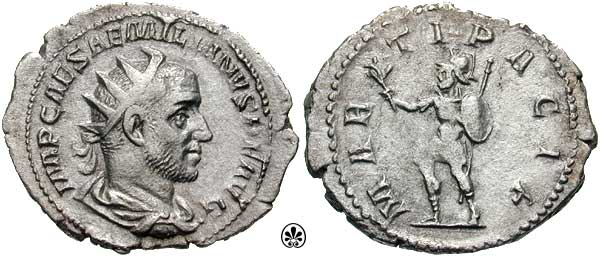
オリーブの枝を持ったマールス・パシファー（右）。

ギリシャ神話では、アテーナーとポセイドーンがアテネの所有権を争った。ポセイドーンはアクロポリスにある海水の湧き出る井戸に三叉槍を突き立て、その所有権を主張した。アテーナーは、その井戸のそばに最初のオリーブの木を植えて所有権を主張した。神々の法廷は、アテーナーの方がより良い贈り物をしたので、この土地の権利はアテナの方が優先されると裁定した。
古代ギリシャの伝統では、権力者に近づくときや神殿で神々に祈願するときに、祈願者がその身分を示すために、ヒケテリア（ἱκετηρία）というオリーブの枝を持った。オリーブの冠は、花嫁が身につけたり、オリンピックの勝者に贈られたりした。
オリーブの枝は、ローマ帝国の硬貨にエイレーネーの持ち物として描かれた。例えば、西暦70年から71年にアレクサンドリアで発行されたウェスパシアヌスのテトラドラクマの裏面には、右手にオリーブの枝を上向きに持って立つエイレーネーが描かれている。
古代ローマの詩人ウェルギリウス（紀元前70年 - 紀元前19年）は、「ふくよかなオリーブ」を女神パークス（ギリシャ神話のエイレーネーに相当）と結びつけ、『アエネーイス』の中でオリーブの枝を平和の象徴として用いている。
厳かなアイネアスの高みに立ち、

手にはオリーブの枝を持ち、

彼はこう言った。「フリギア人の腕を見よ。

トロイから追放され、イタリアで

ラティアの敵に挑発され、不当な戦争をした。

最初は手を携えていたが、最後は裏切られた。

このメッセージを伝えよ。「トロイ人とその長は

聖なる平和をもたらし 王の救済を乞う」
ローマ人にとって、戦争と平和には密接な関係があり、戦争の神マールスは、マールス・パシファー（平和をもたらすマールス）という別の側面があり、後のローマ帝国のコインにはオリーブの枝を持ったマールスが描かれている。アッピアノスは、ヌマンティア戦争におけるローマの将軍スキピオ・アエミリアヌスの敵やカルタゴのハスドルバル・ボエタルクが、平和の象徴としてオリーブの枝を使用したことを記述している。
古代ギリシャにおいてもオリーブの枝には平和のイメージはあったが、パクス・ロマーナの時代になって、使節が平和の証としてオリーブの枝を使ったことで、その象徴性がさらに強くなった。

## 初期のキリスト教

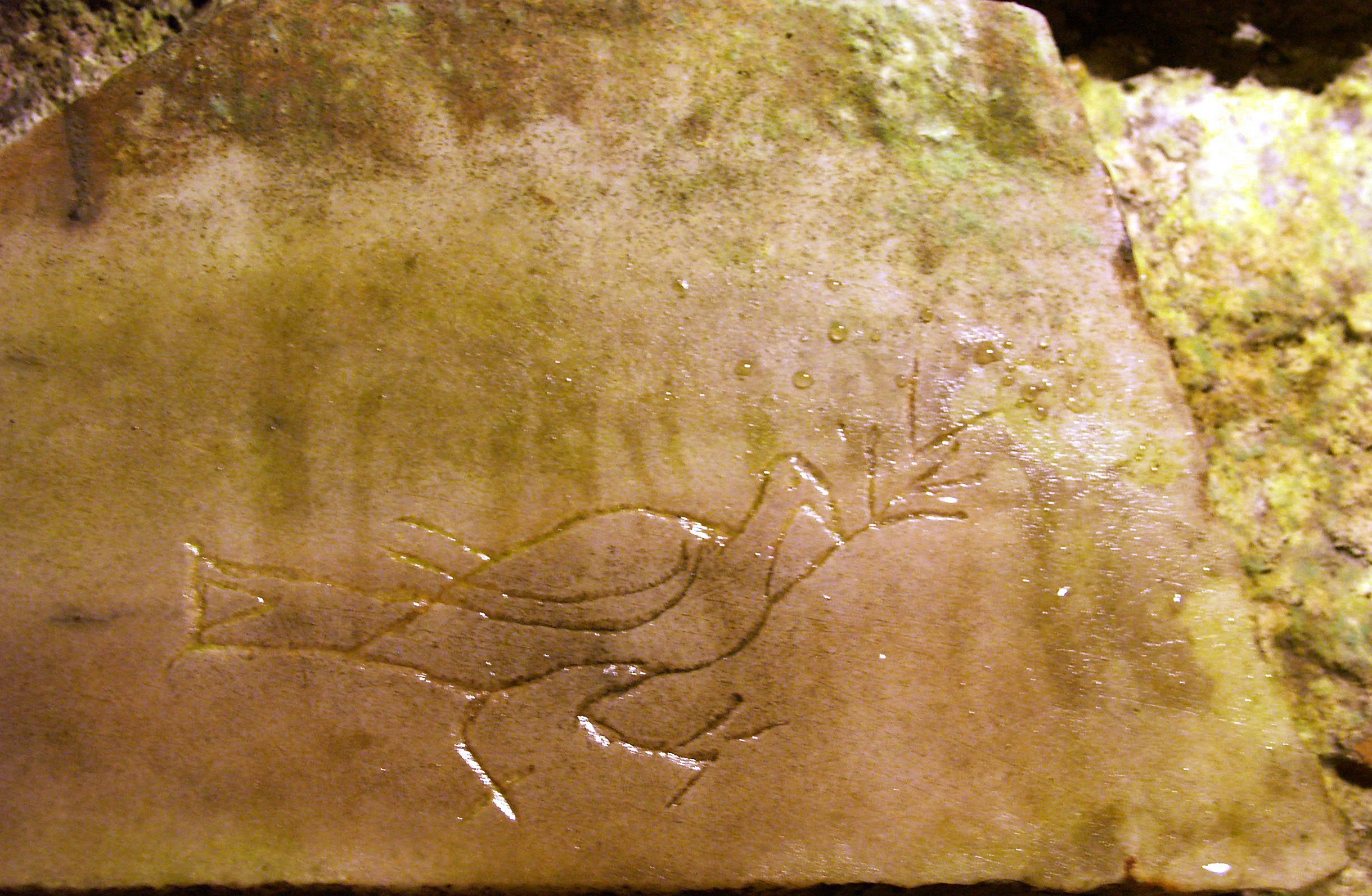
ローマのカタコンベに刻まれた、オリーブの枝を咥えた鳩

初期のキリスト教美術では、オリーブの枝は鳩とともに登場する。鳩は福音書の聖霊の喩えに、オリーブの枝は古典的な象徴に由来する。ヴィンケルマンによれば、初期キリスト教では、オリーブの枝を咥えた鳩の姿を墓に刻み、死後の平安を寓意することが多かったという。例えば、ローマのプリスキラのカタコンベ（紀元2 - 5世紀）には、3人の男性（ダニエル書第3章のシャデラク、メシャク、アベデネゴとされる）の上に、枝を咥えた鳩が乗っている描写がある。また、ローマの別の場所のカタコンベには、ギリシャ語でΕΙΡΗΝΗ（エイレネ、「平和」の意）と記された人物のもとに、枝を持った鳩が飛んでいるレリーフ彫刻がある。
テルトゥリアヌス（160年頃 - 220年頃）は、ヘブライ語聖書に登場するノアの鳩を、「方舟から送り出されてオリーブの枝を持って戻ってきたとき、神の怒りが和らいだことを世界に告げた」とし、「天から送り出された神の平和をもたらす」洗礼における聖霊と比較した。4世紀に出版されたノアの物語のラテン語訳で、ヒエロニムスは、創世記8章11節の「オリーブの葉」（ヘブライ語でalé zayit）を「オリーブの枝」（ラテン語でramum olivae）と表現した。5世紀には、オリーブの枝を咥えた鳩がキリスト教における平和の象徴として定着しており、アウグスティヌスは著書『キリスト教の教え』(De doctrina Christiana) の中で、「永遠の平和は、鳩が方舟に戻るときに持ってきたオリーブの枝 (olleae ramusculo) によって示される」と書いている。しかし、ユダヤ教の伝統では、大洪水の物語の中においてオリーブの葉と平和との関連はない。

## 現代の用法

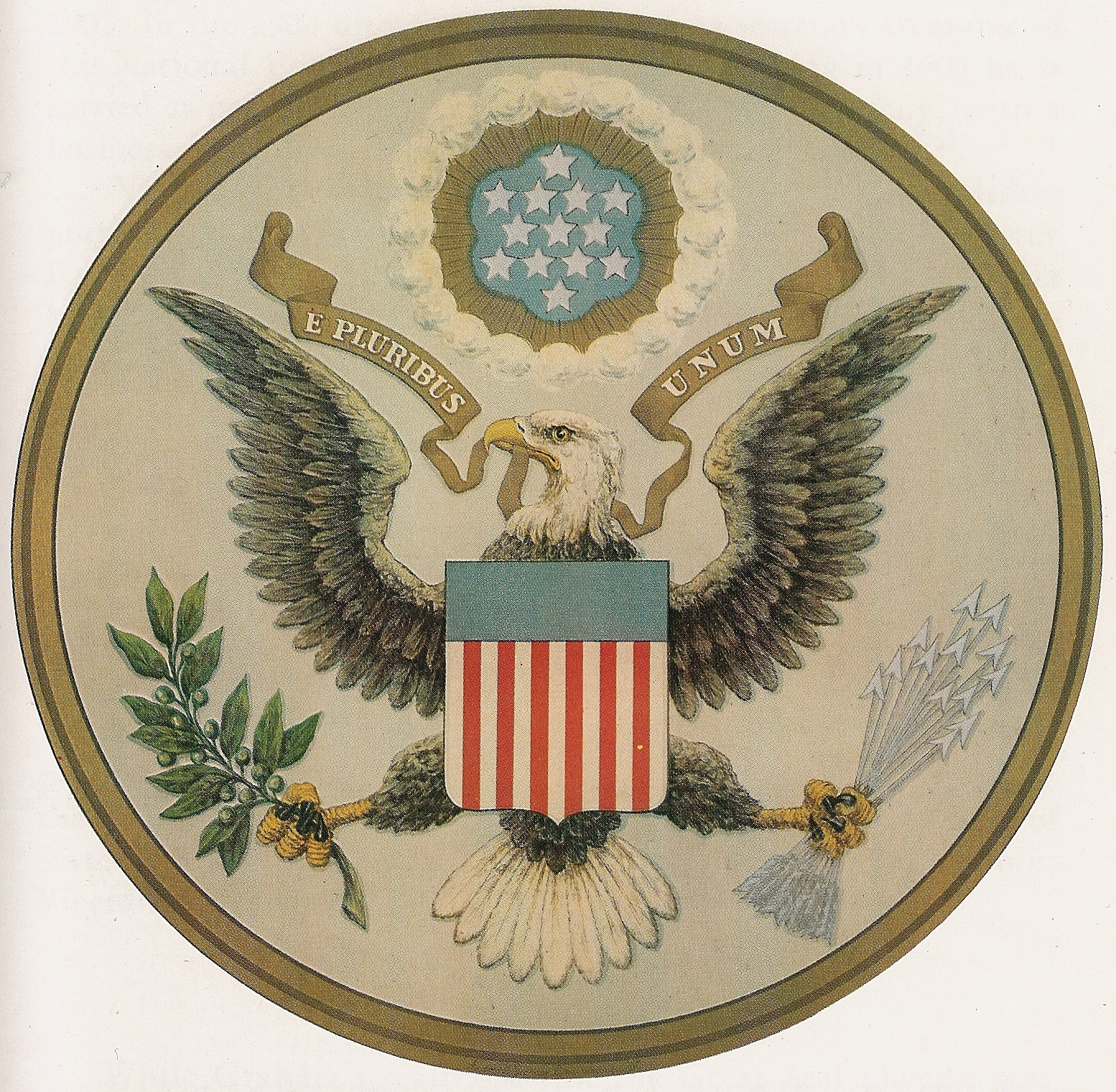
アメリカ合衆国の国章

キプロスの国章

国際連合の旗

18世紀のイギリスやアメリカでは、鳩が持つオリーブの枝が平和のシンボルとして使われていた。1771年のノースカロライナ州の2ポンド紙幣には、「平和の回復」を意味する標語とともに鳩とオリーブが描かれている。1778年のジョージア州の40ポンド紙幣には、鳩とオリーブ、そして短剣を持つ手が描かれており、「戦争と平和、そのどちらにも備える」という意味の標語が付けられていた。オリーブの枝は、18世紀の他の版画にも平和のシンボルとして登場している。1775年1月の『ロンドン・マガジン』の表紙には、「平和の女神がアメリカとブリタニアにオリーブの枝を持って行く」という内容の彫刻が掲載されていた。1775年7月、アメリカの大陸会議がイギリスとの本格的な戦争を回避するために採択した請願書は、「オリーブの枝請願」と呼ばれた。
1776年7月4日、アメリカ合衆国の国章の作成を許可する決議がなされた。国章には、右脚の爪でオリーブの枝を掴んでいる鷲が描かれている。オリーブの枝は、伝統的に平和の象徴として認識されている。オリーブの枝は、1780年3月に議会で任命された第2委員会によって追加された。オリーブの枝には13個の実と13枚の葉が描かれており、これは13植民地を表している。その後、束ねられた13本の矢が加えられた。オリーブの枝と矢の束が対になっているのは、「議会に独占的に与えられている平和と戦争の権限」を示すためである。
キプロスの国旗と国章には、平和の象徴として、また古代ギリシャの伝統を反映して、オリーブの枝が使われている。オリーブの枝のデザインは、世界中の多くの
国旗や国章、警察の徽章などで平和の象徴として使用されている。国際連合の旗には、世界地図を囲むようにオリーブの枝が描かれている。
オリーブの枝は、アラブの民間伝承においても平和の象徴とされている。1974年、パレスチナの指導者ヤーセル・アラファートは、国連総会にオリーブの枝を持参し、「今日、私はオリーブの枝と自由戦士の銃を持ってやってきた。オリーブの枝を私の手から落としてはならない」と言った。